# Музей мозаїк Зеугми
Музей мозаїк Зеугми (англ. Zeugma Mosaic Museum) — новий музейний заклад в місті Ґазіантеп, Туреччина, створений з великої кількості артефактів доби еллінізму і Стародавнього Риму, знайдених в містечку Зеугма.
В цьому місці помітно звужена річка Євфрат, де згодом збудували два міста Селевкія (на честь полководця Олександра Македонського) та його дружини — Апамена. Міста Селевкія та Апамена були поєднані понтонною переправою, що мала назву «зеугма» (або «зевгма»). Назва Апанема випало з використання, а залишилась Зеугма.

## Створення музею

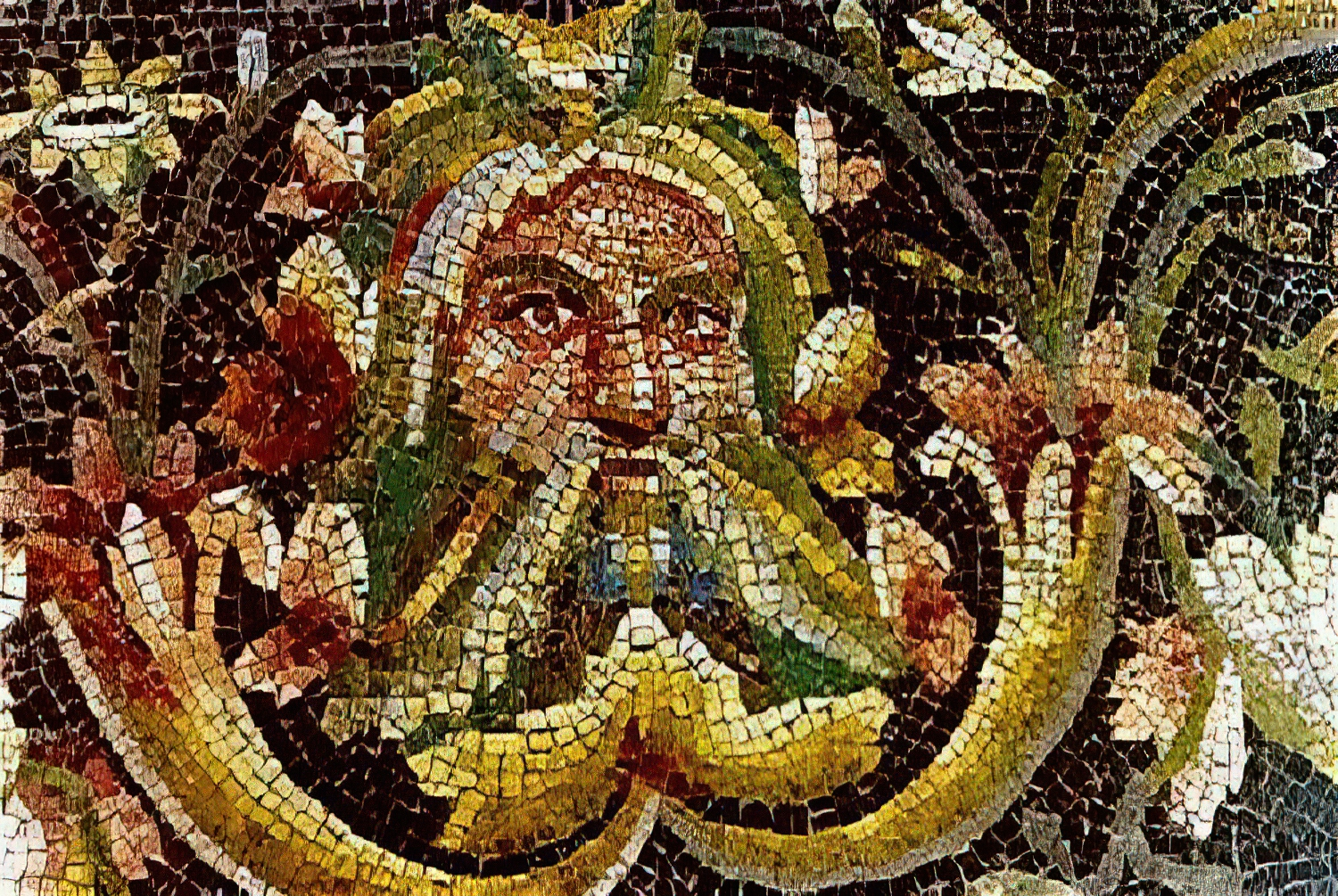

Ґазіантеп — місто на півдні сучасної Туреччини неподалік від кордонів з Сирією. Це адміністративний центр ілу Ґазіантеп. Є одним з найдавніших населених міст на планеті. Населення міста разом з приміськими поселеннями — 1 341 054 (станом на 2010 рік). Місто є шостим за розміром містом Туреччини та найбільшим у регіоні Південно-Східна Анатолія. Місто відоме виробництвом фабричних килимів.
1996 року урядом Туреччини прийнято рішення створити нову гідроелектростанцію Биреджик для забезпечення водою та електрикою відповідний район Анатолії. Рішенню передували заходи щодо археологічного дослідження місцевості. На територіях, що підлягали затопленню, залишалось поселення Зеугма. Уряд з 1995 року фінансував археологічні розкопки на місцевості, залучивши до робіт Археологічний музей міста Ґазіантеп та низку міжнародних організацій. Розкопки дали нову кількість античних артефактів, переважно доби еллінізму і Стародавнього Риму, які передали в Археологічний музей міста Ґазіантеп. Але старий музей скоро став затісний, бо не був розрахований на збереження і експонування великих за розмірами уламків фресок і мозаїк в такій кількості. Коли кількість мозаїк досягла критичного рівня, на який не сподівались, було прийняте рішення заснувати новий музейний заклад, спеціалізований на новознайдених мозаїках і артефактах.
2008 року розпочато будівництво нового музейного приміщення в місті Ґазіантеп для експозицій античних мозаїк і інших археологічних знахідок. 27 травня 2011 року новий музейний заклад був відкритий для відвідин.

## Експозиції

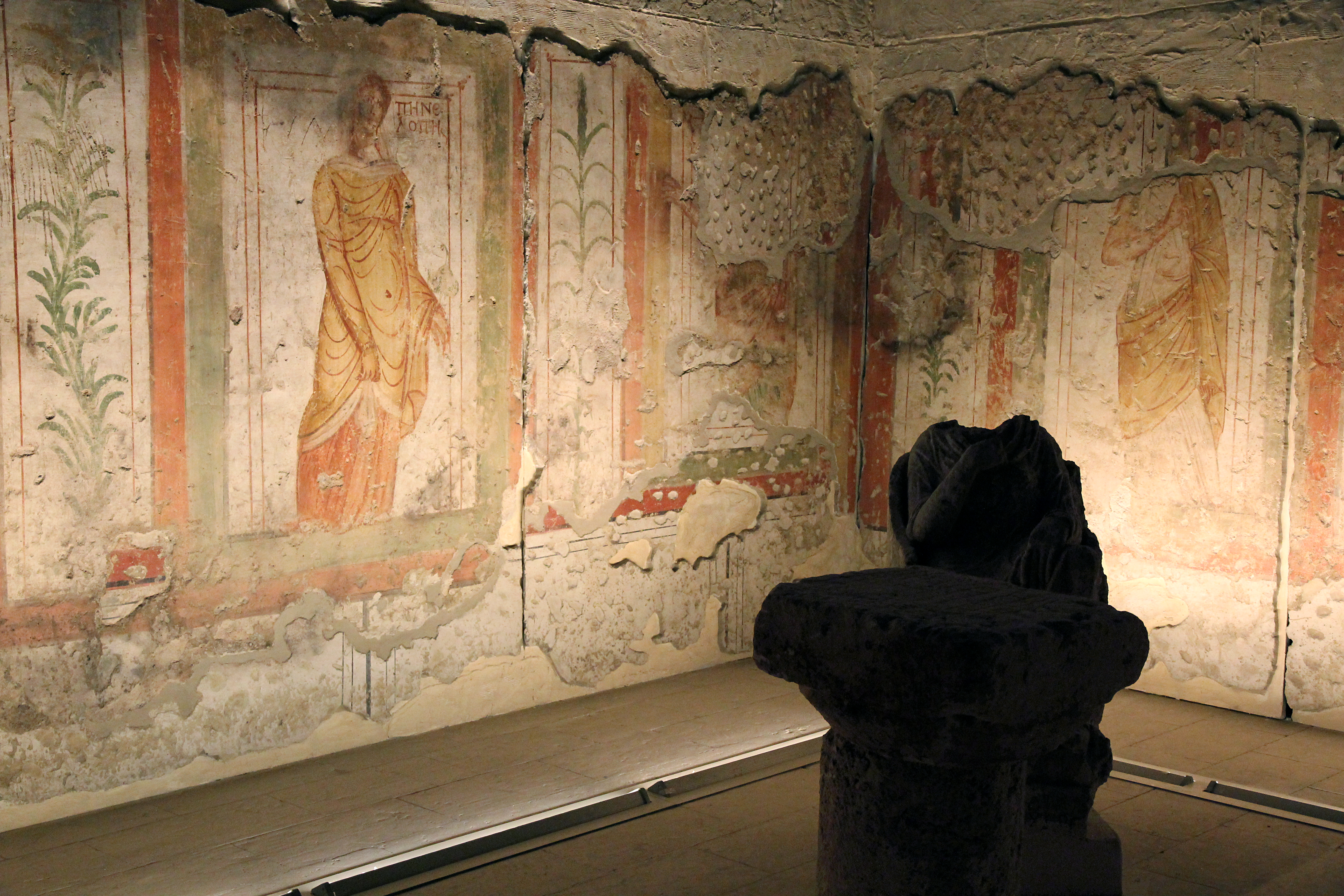
Реставровані фрески.

Загальна площа нового музею — 30.000 квадратних метрів.
Неподалік поселення Зеугма по смерті Олександра Македонського існувало поселення. Споруди в місті біля переправи через річку захопили римські легіони, будинки котрого прикрасили великою кількістю мозаїк, які досить добре збереглися. Загальна площа першої партії античних мозаїк, переданих в заклад, досягала 1450 кв. м. Продовження розкопок принесло ще 1000 кв. м, які підлягають фіксації і реставрації до експонування. Таким чином, кількість мозаїк в Ґазіантепі перевищила всі колекції в Туреччини і навіть уславлену збірку давньоримських мозаїк, що експонує  Музей Бардо (Туніс). Експозиція мозаїк в новому музеї вигідно доповнена античними бронзами, фрагментами фресок, чотирма давньоримськими фонтанами, кам'яними надгробками, уламками архітектурних споруд.

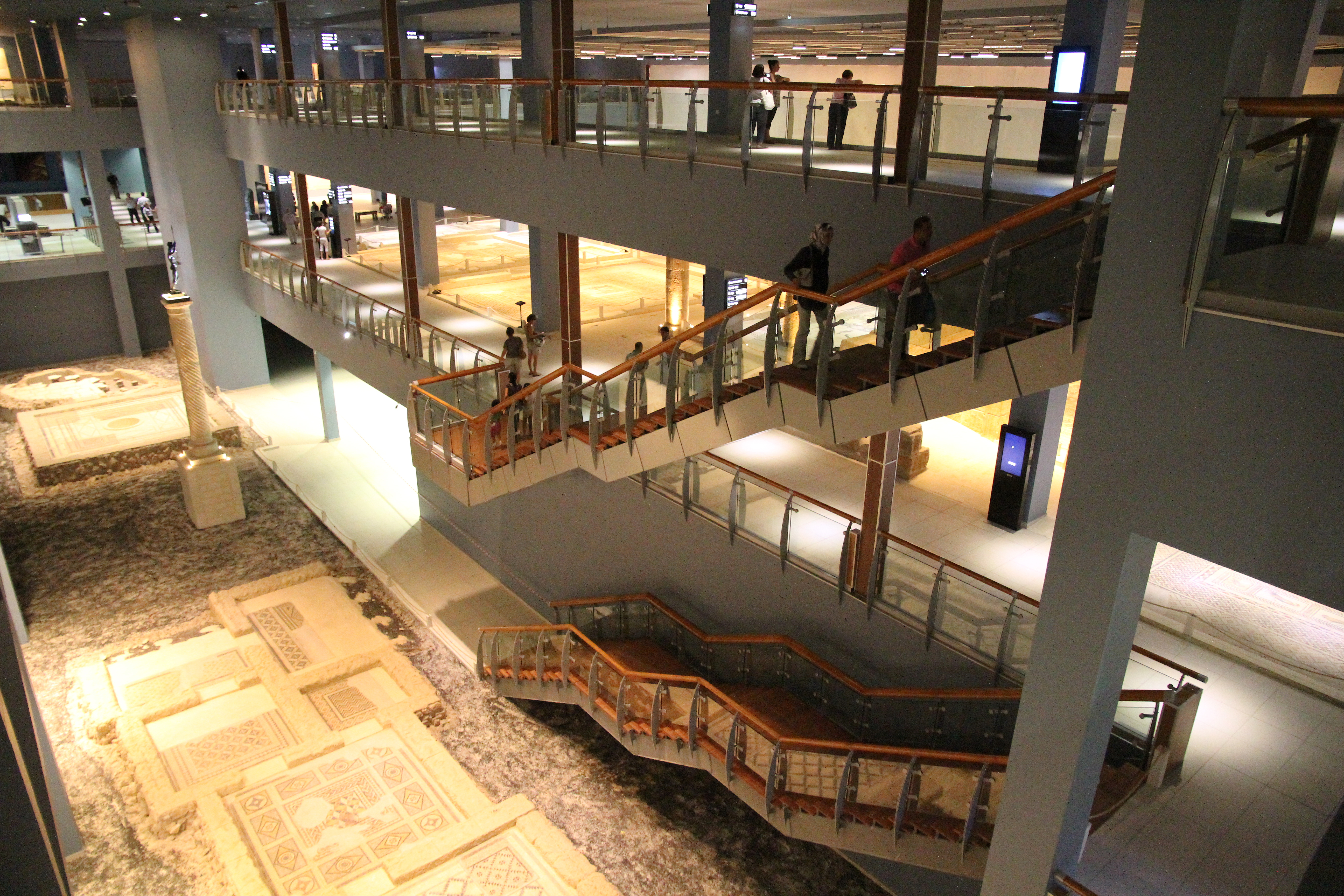
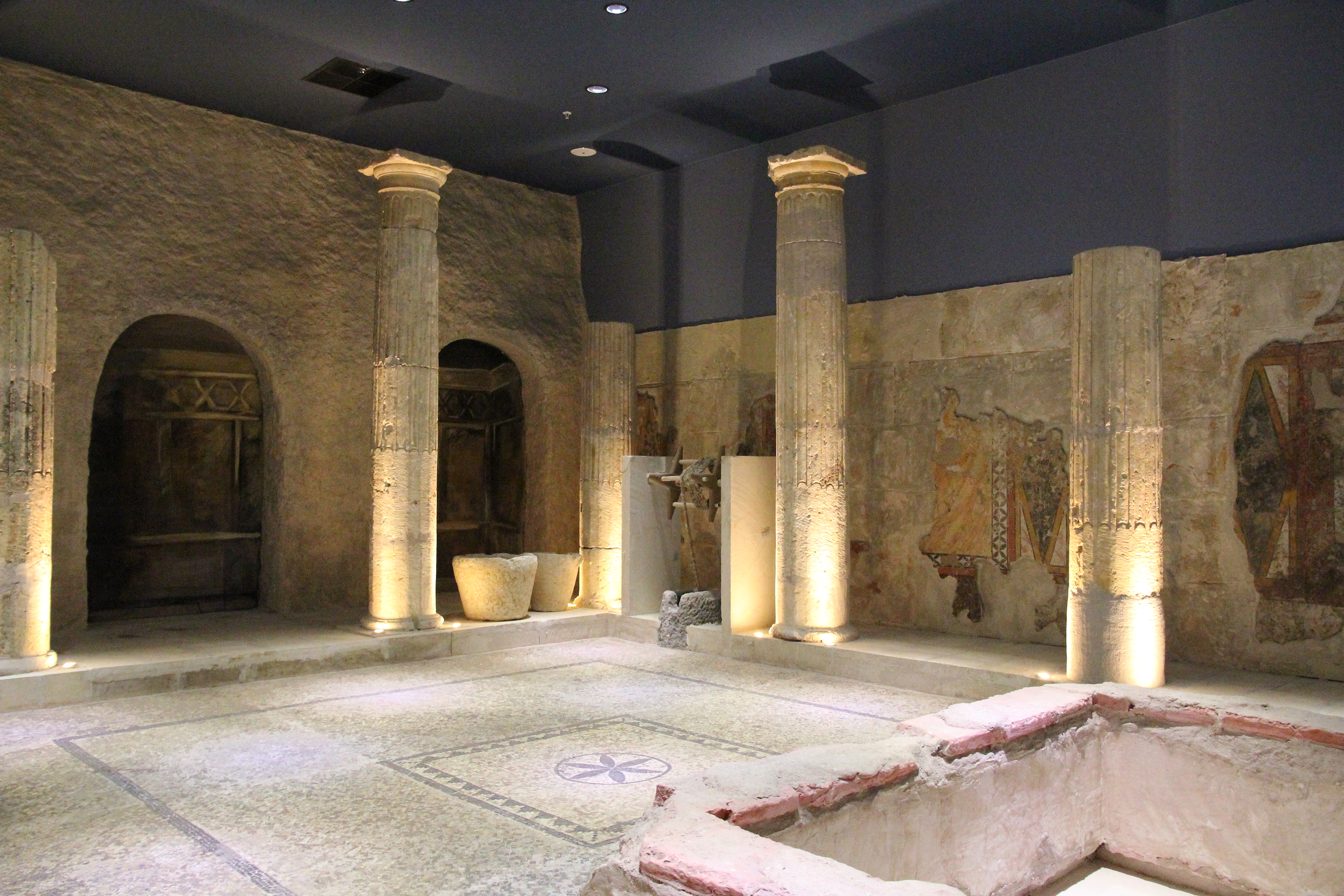
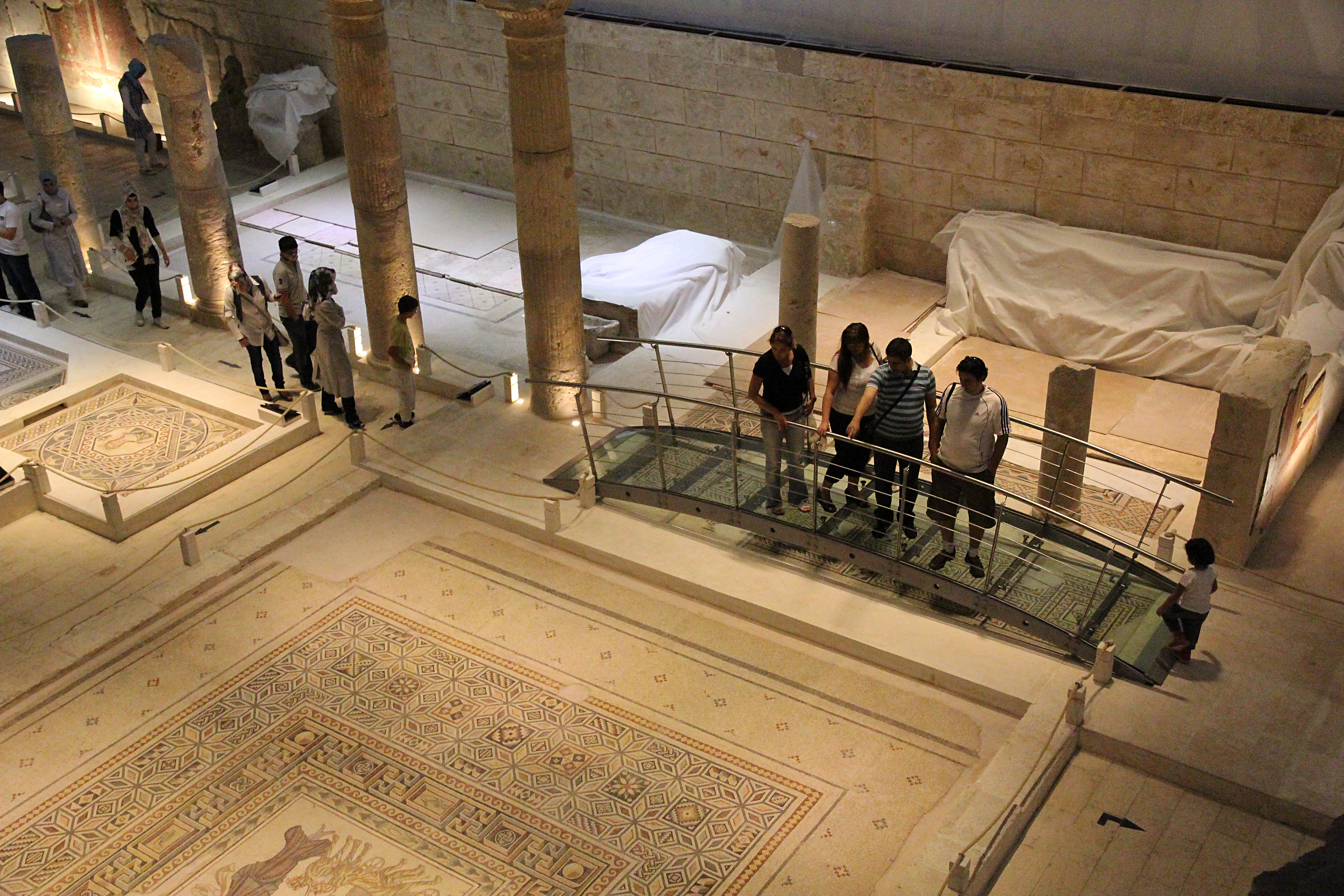
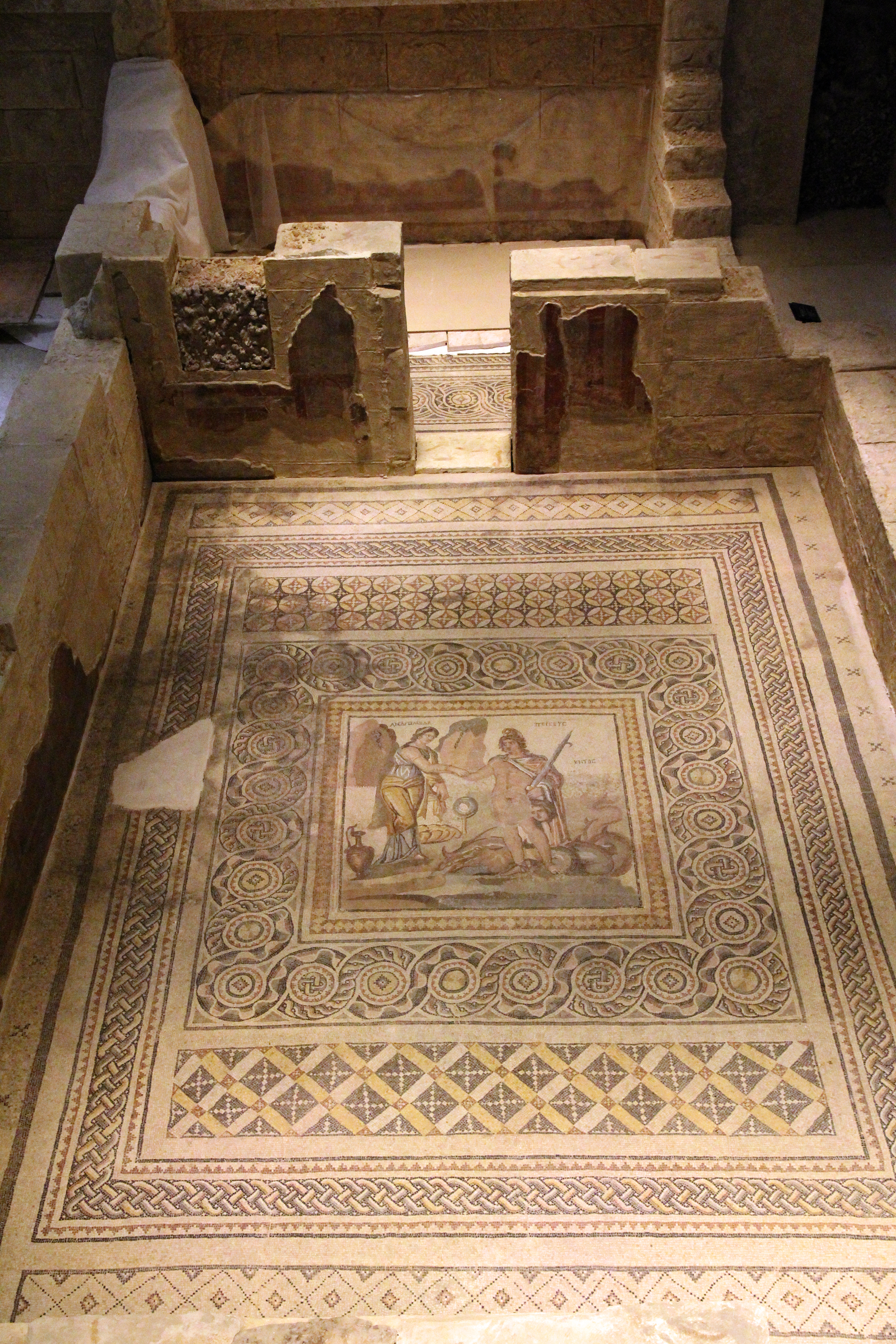

## Вибрані твори

### Океан і Тетіс

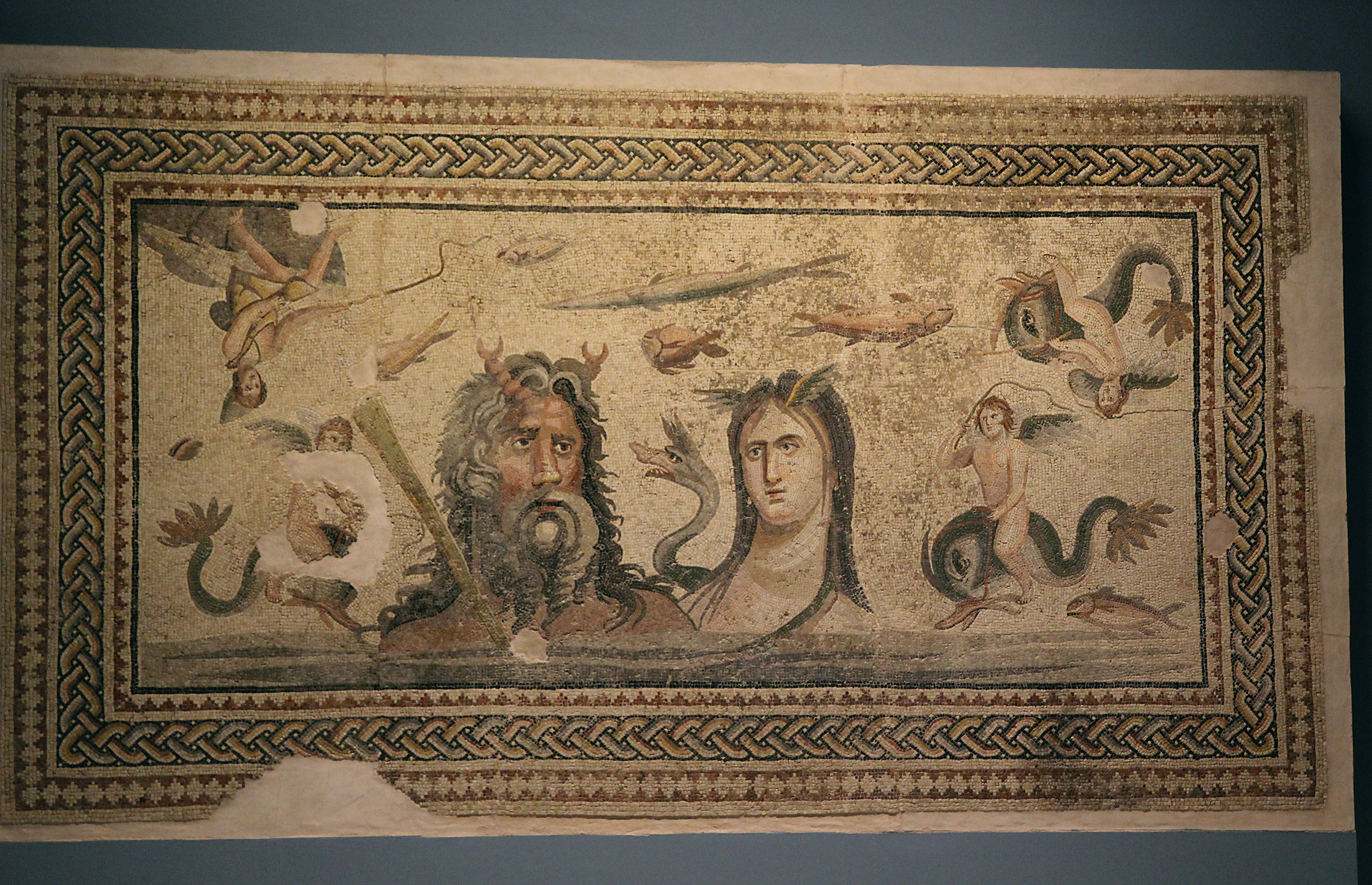
Океан і Тетіс.

Подібне зображення алегоричних фігур Океана з дружиною Тетіс було популярним при створенні басейнів. До нижнього краю мозаїки в рамі прилягають великі за розмірами голови самого Океану і Тетіс. Голову Океана з кудлатим волоссям прикрашають ріжки у вигляді кінцівок краба, в руці — весло. Голову Тетіс прикрашає пара крилець. Подружжя оточують морські тварини, риби і чотири крилаті Ероси верхи на дельфінах.

### Бронзова скульптура Ареса

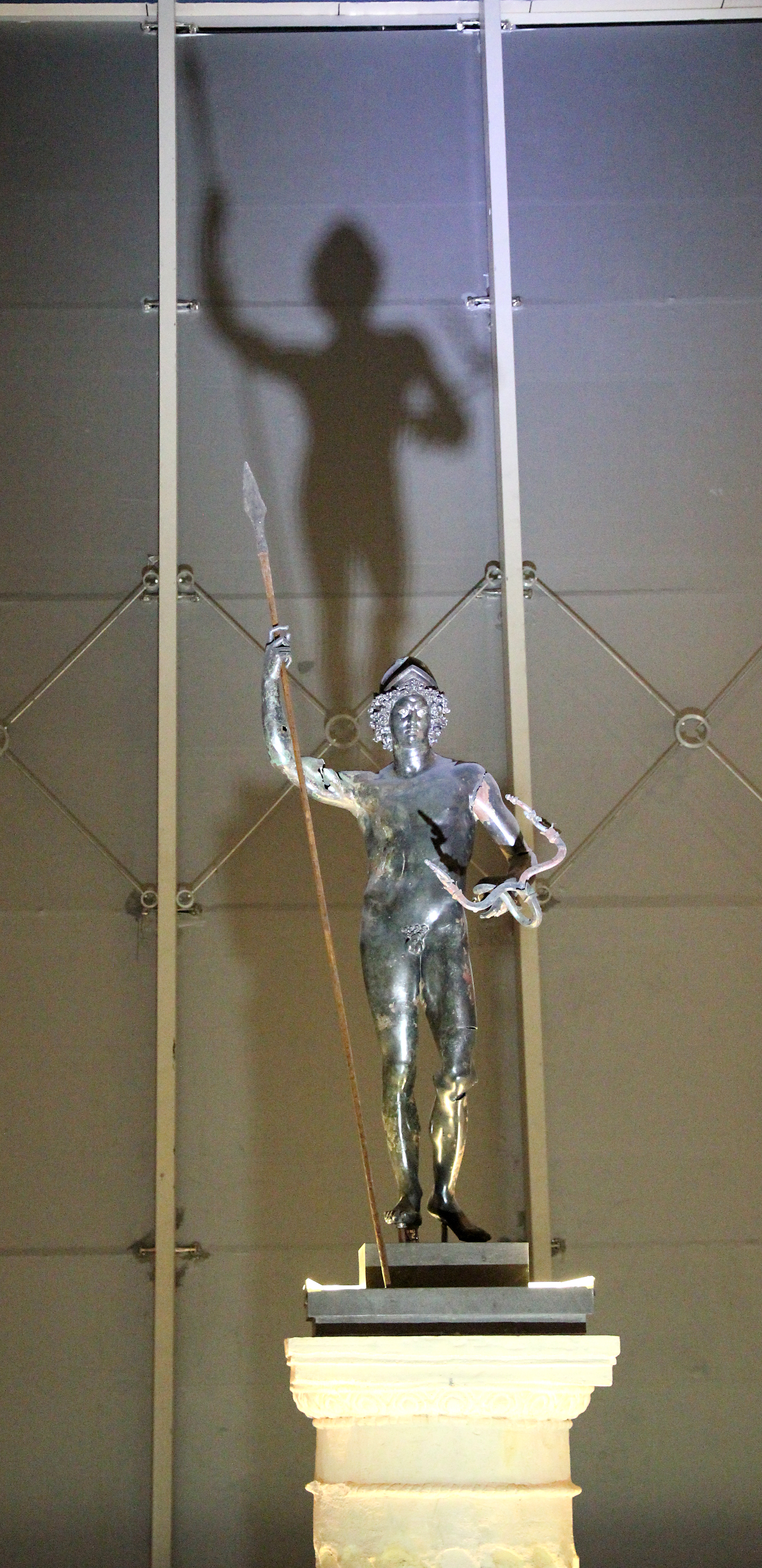

Бронзова скульптура грецького бога війни Ареса у повний зріст належить до найкращих зразків доби. Арес з Зеугми (145 см заввишки) — довершений твір грецького мистецтва, незважаючи на пошкодження (травмовані піднята рука, що утримувала спис, дірка на боці ліворуч і на правому стегні). Але надзвичайно добре збереглося суворе обличчя жорстокого бога з розпатланим волоссям і гнівним виразом обличчя. Збереглися навіть штирі на ногах, якими колись кріпили бронзову фігуру до постамента. В добу Стародавнього Риму скульптуру переробили у канделябр. Майстри закріпили на руці загрозливого божества пристрій для смолоскипів (?), що нагадує пружні тіла змій. Скульптура — 1-го метра 45 см заввишки встановлена в музеї на шестиметровий постамент, що дозволяє роздивитися скульптуру з великої відстані. Знайдена в так званому Будинку Посейдона в Зеугмі з залишками пожежі.

### Так звана «циганка»

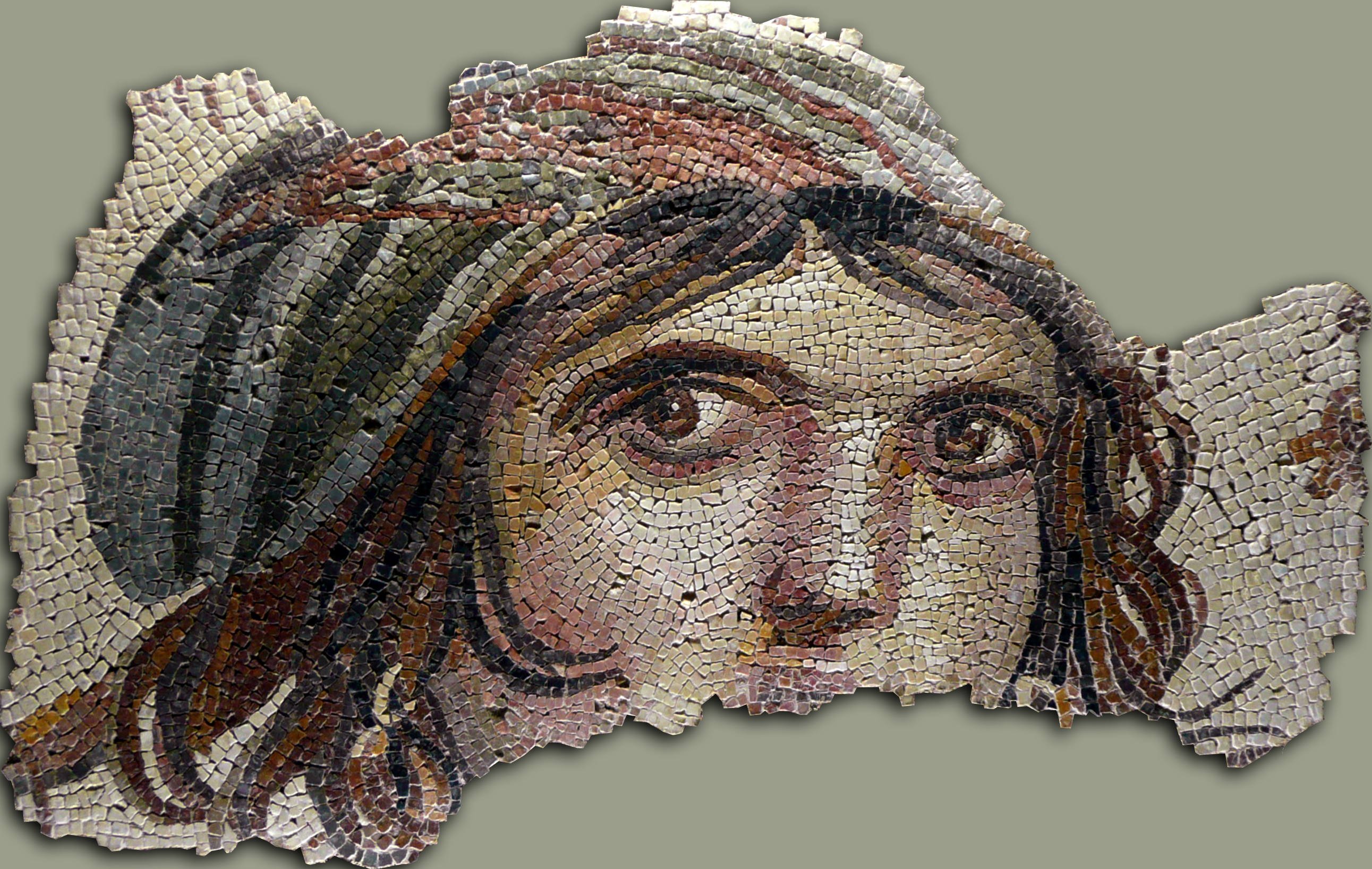

Своєрідним логотипом нового музею стала пошкоджена мозаїка з обличчям чорнобрової дівчини, яку називають «циганка». Саме її обличчя прикрашає каталоги, рекламу і афіші музею. По залишкам покривала на голові, виноградного листя і тирсу, залишки якого розпізнають поряд, вважають, що це вакханка. Можливо, це фігура з колишньої композиції з вакхічними танцями. Адже в музейній колекції є також велика композиція подібної тематики — «Тріумф Вакха (Діоніса)», де теж присутня вакханка.

### Мозаїка «Тріумф Діоніса»

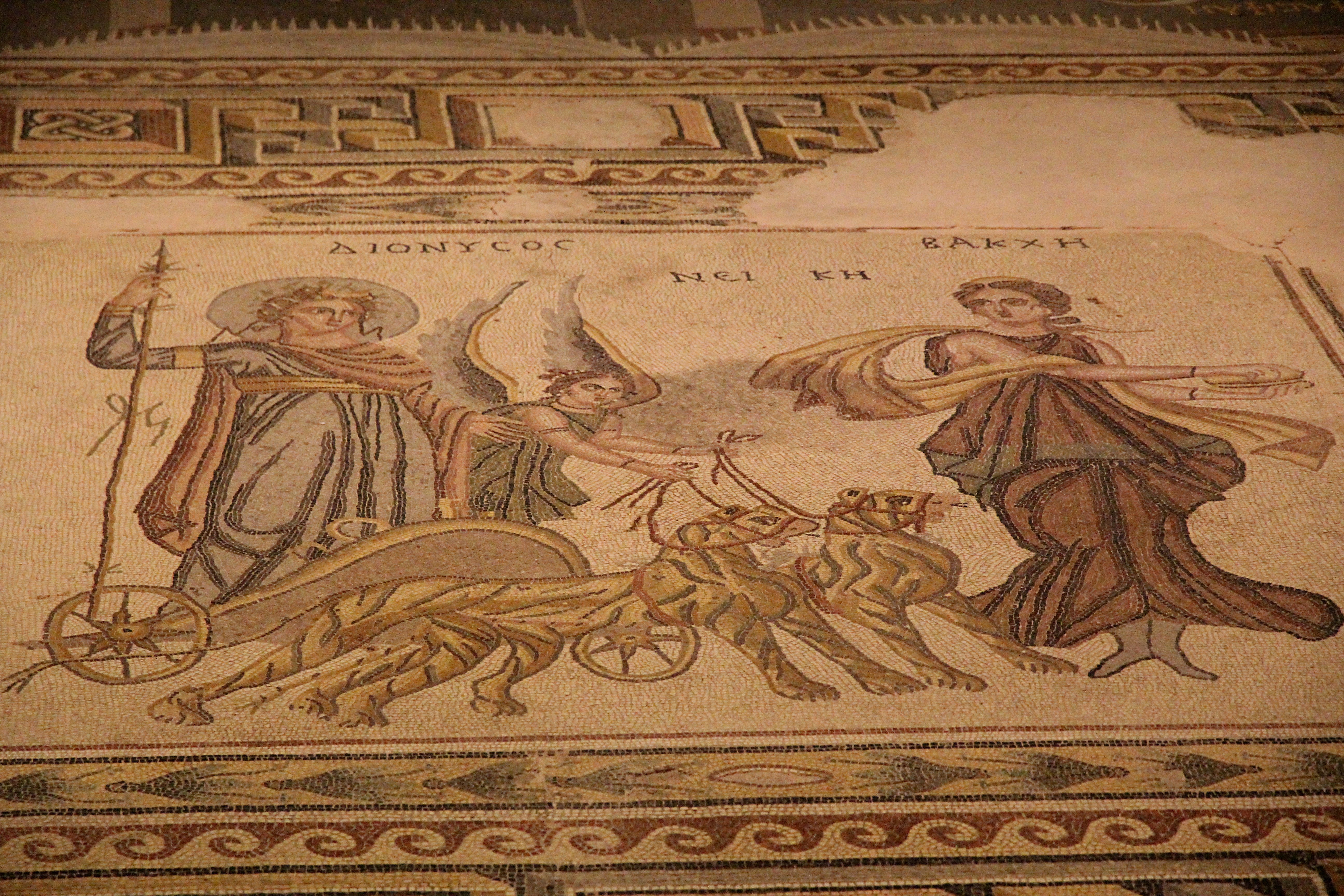

Мозаїка дещо пошкоджена, але центральне поле збереглося добре. На колісниці їде Діоніс. Парою пантер править богиня перемоги Ніке. Попереду святкової ходи жваво танцює вакханка.

## Джерела

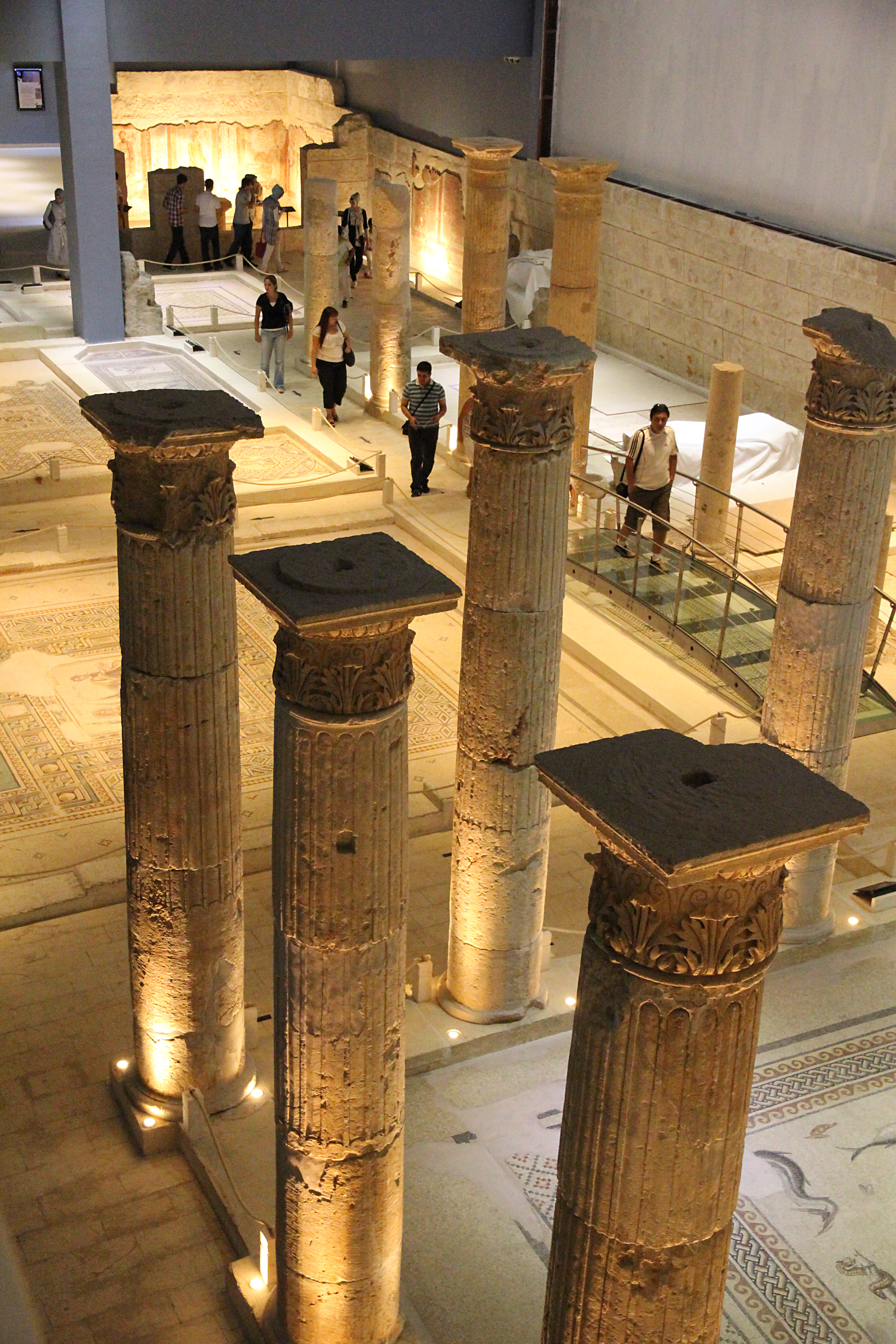